# Nicholas County, Kentucky
Nicholas County är ett administrativt område i delstaten Kentucky, USA, med 7 135 invånare. Den administrativa huvudorten (county seat) är Carlisle.  

## Geografi
Enligt United States Census Bureau har countyt en total area på 510 km². 509 km² av den arean är land och 1 km² är vatten. 

### Angränsande countyn
- Robertson County - norr
- Fleming County - nordost
- Bath County - sydost
- Bourbon County - sydväst
- Harrison County - nordväst